# Sarah-Jane Dias
Sarah-Jane Dias es una actriz india, presentadora, VJ y ex reina de belleza. Fue la ganadora de Femina Miss India 2007 y fue VJ de Channel V.

## Primeros años
Sarah-Jane Dias nació en Mascate, Omán . Su padre, Eustace Dias, es gerente de marketing de Oilfields Supply Center y su madre se llama Yolanda. También tiene una hermana llamada Elena Rose Dias.
Dias asistió a la escuela india Al Wadi Al Kabir hasta el décimo grado, luego se unió a la escuela india Muscat en los grados 11 y 12. Luego asistió a la universidad en el St. Andrews College de Mumbai. Antes de ganar el título de Miss India World en 2007, había ganado el título de Miss India Oman.

## Carrera
En Mumbai, Suresh Natrajan descubrió a Dias por casualidad cuando entró en su set y fue contratada de inmediato para la campaña que estaba filmando. A la edad de 21 años, ganó un programa de televisión de búsqueda de talentos, lo que le dio la oportunidad de presentar un programa de Channel V. Luego se convirtió en la presentadora de Get Gorgeous, un programa de televisión de caza de supermodelos en la red.
En 2006, Dias apareció en el video musical del grupo de rock australiano INXS "Never Let You Go" de su álbum Switch .
Al año siguiente, Dias participó en Femina Miss India 2007. Posteriormente ganó el título de Femina Miss India World 2007 y representó al país en Miss World 2007, pero no se ubicó.
Dias obtuvo su primer papel importante en una película en la comedia romántica tamil de 2010, Theeradha Vilaiyattu Pillai, junto a la estrella de Kollywood Vishal Krishna . Apareció en una película en telugu llamada Panjaa con Pawan Kalyan que se estrenó en 2011. También apareció en las películas hindi Kyaa Super Kool Hai Hum junto a Ritesh Deshmukh en 2012 y en O Teri junto a Pulkit Samrat en 2014. En 2016, apareció en una película de suspenso musical Zubaan, que se estrenó en marzo de 2016. Actualmente se la vio en la película histórica británica-india Viceroy's House .

## Filmografía

### Películas
| Año  | Película                    | Papel   | Idioma | Notas          |
| ---- | --------------------------- | ------- | ------ | -------------- |
| 2010 | Theeradha Vilaiyattu Pillai | Priya   | Tamil  | Película debut |
| 2011 | Game (película de 2011)     | maya    | hindi  |                |
| 2011 | Panjaa                      | Sandhya | Telugu |                |
| 2012 | Kyaa Super Kool Hain Hum    | Anu     | hindi  |                |
| 2014 | O Teri                      | Monzón  | hindi  |                |
| 2014 | Feliz año nuevo             | Laila   | hindi  | Cameo          |
| 2015 | Angry indian Goddesses      | Frieda  | hindi  |                |
| 2016 | Zubaan                      | Amira   | hindi  |                |
| 2017 | Viceroy's House             | Sunita  | Inglés |                |

### Serie web
| Año  | Título                       | Papel               | Plataforma            | Ref.          |
| ---- | ---------------------------- | ------------------- | --------------------- | ------------- |
| 2017 | Inside Edge                  | Meera               | Amazon Prime          | [ 12 ]        |
| 2017 | Time Out (Serie web)         | Radha               | Voot                  |               |
| 2017 | Ultimate Beastmaster         | Sí misma            | Netflix               |               |
| 2019 | Parchhayee                   | Rosa                | ZEE5                  | [ 13 ] [ 14 ] |
| 2021 | Tandav (serie de televisión) | Ayesha Pratap Singh | Video de Amazon Prime | [ 15 ]        |